# Monteberg
Der Monteberg ist ein Hügel in der Nähe von Dranouter in der Gemeinde Heuvelland in der belgischen Provinz Westflandern. Der Hügel liegt nahe dem Kemmelberg. Der Monteberg wird auch Kleiner Kemmelberg genannt. Der Gipfel des Montebergs ist 115 Meter hoch. Der Name leitet sich von dem altgermanischen „mondus“, was Verteidigungssystem bedeutet ab. Am Hang des Montebergs befindet sich ein Weinberg.

## Geographische Lage
Der Monteberg ist Teil des sogenannten zentralen Hügelkamms in Heuvelland, der auch aus dem Mont Watten, Mont de Cassel, Mont des Récollets, Mont des Cats, Mont Boeschèpe, Mont Kokereel, Mont Noir, Vidaigneberg, Baneberg, Rodeberg, Sulferberg, Goeberg, Scherpeberg, Kemmelberg und Lettenberg besteht.

## Radsport
Der Monteberg steht regelmäßig im Rahmen des Radrennens Gent–Wevelgem, meist in der Anfahrt zum Kemmelberg. Dabei wird allerdings nicht der Gipfel erreicht, sondern die entlang der Südflanke verlaufende Lettingstraat passiert.